# Écritures (collection)
Pour les articles homonymes, voir Écritures.
Écritures est une collection de bande dessinée de Casterman publiant des œuvres en noir et blanc au format « roman » (17×24 cm). Destinée à un public adulte, elle a été créée afin de permettre à Casterman de diversifier son catalogue et de regagner la bonne image que lui avait conféré (A SUIVRE). On y trouve à la fois des adaptations d'œuvres étrangères (principalement japonaises et américaines) et des créations originales.
C'est la collection qui a révélé au public francophone Jirō Taniguchi et Craig Thompson. Souvent accusée d'être irrespectueuse des œuvres qui y sont publiées, elle a pourtant obtenu de nombreux prix et fait venir à la bande dessinée adulte un public qui l'avait souvent désertée.

## Histoire
À la fin des années 1990, Casterman est dans une posture difficile : rachetée, elle hérite d'un patrimoine qui entrave les innovations. En 2001, Louis Delas et Benoît Peeters décident de sauver la maison d'édition selon trois orientations : valorisation du fonds, développement d'une politique de genre, reconquête de l'image intellectuelle que lui avait valu (A SUIVRE). « Écritures » naît en septembre 2002 selon cette dernière orientation.
Dans un premier temps, y sont surtout publiées des traductions (Andi Watson, Jirō Taniguchi, etc.) et des rééditions (L'Autoroute du soleil de Baru, L'Homme à la fenêtre de Lilia Ambrosi et Lorenzo Mattotti, L'Ombre d'Hugo Pratt et Alberto Ongaro, etc.). Frédéric Boilet (Mariko parade) et Charles Masson (Soupe froide) y sont les premiers auteurs français publiés pour des bandes dessinées originales, fin 2003. Quartier lointain (septembre 2002) et Blankets (janvier 2004) sont des succès publics et critiques, le premier lançant auprès du public Jirō Taniguchi, sept ans après sa première traduction. La qualité globale de la production est remarquée.
Dès cette époque, des critiques remarquent cependant que cette collection, dont le format rappellent ceux « qui ont forgé l'identité de l'édition indépendante », n'a pas réellement de ligne directrice, qu'il est « difficile de ne pas y voir d'abord un patchwork de « nouvelle manga » (...) et de bande dessinée américaine indépendante », sur le modèle à la fois des éditeurs alternatifs (dont elle occupe le terrain) et d'autres grands éditeurs plus précoces (qu'elle cherche à concurrencer), qu'elle ne cherche qu'à « occuper le terrain d'une certaine modernité (...) en allant au plus pressé et en s'intéressant aux ouvrages peut-être pas tant pour ce qu'ils sont que pour ce qu'ils représentent. »

## Publications
| Année                               | 2002 | 2003 | 2004 | 2005 | 2006 | 2007 | 2008 |
| ----------------------------------- | ---- | ---- | ---- | ---- | ---- | ---- | ---- |
| Nombre de bandes dessinées publiées | 4    | 7    | 8    | 11   | 11   | 8    | 3    |

### Séries
- Histoire couleur terre, de Kim Dong-hwa.
- L'autoroute du soleil, de Baru.
- Le commis voyageur, de Seth.
- Osamu Tezuka, biographie.
- Quartier lointain, de Jirō Taniguchi.

### Histoires en un volume
- Adieu Chunky Rice, de Craig Thompson.
- L'Alligator, Dis-moi que tu ne veux pas mourir de Igort et Massimo Carlotto
- Amères Saisons, de Étienne Schréder
- Blankets - Manteau de neige, de Craig Thompson.
- Bobi, de Georges Bess.
- Bonne santé, de Charles Masson.
- Breakfast After Noon, de Andi Watson.
- Chroniques aléatoires, de Georges Bess.
- Chine regards croisés
- Corée, la Corée vue par 12 auteurs, avec des histoires de Catel Muller, Igort, Guillaume Bouzard, Hervé Tanquerelle, Vanyda, Mathieu Sapin, Lee Doo-ho, Park Heung-yong, Choi Kyu-sok, Byun Ki-hyun, Chae Min, Lee Hee-jae.
- Le Fils de Ren Zhenghua
- Histoires urbaines de Julius Knipl, photographe, de Ben Katchor.
- L'Homme à la fenêtre, de Lilia Ambrosi et Lorenzo Mattotti.
- L'Homme qui marche, de Jirō Taniguchi.
- L'Invention de Morel, de Jean-Pierre Mourey et Adolfo Bioy Casares.
- Japon, dirigé par Frédéric Boilet, avec Moyoko Anno, Aurélia Aurita, Frédéric Boilet, Nicolas de Crécy, Étienne Davodeau, Little Fish, Emmanuel Guibert, Kazuichi Hanawa, Daisuke Igarashi, Taiyō Matsumoto, Fabrice Neaud, Benoît Peeters, David Prudhomme, François Schuiten, Joann Sfar et Kan Takahama.
- Joséphine Baker, de José-Louis Bocquet et Catel Muller.
- Le Journal de mon père, de Jirō Taniguchi.
- Kiki de Montparnasse, de  José-Louis Bocquet et Catel Muller.
- Lily Love Peacock, de Fred Bernard.
- Louis Riel, de Chester Brown.
- Mariko Parade, de Kan Takahama et Frédéric Boilet.
- La Nuit des chats bottés, de Boris Beuzelin et Frédéric H. Fajardie.
- L'Ombre, de Hugo Pratt et Alberto Ongaro.
- L'Orme du Caucase, de Jirō Taniguchi et Ryuichiro Utsumi.
- Pasolini - Une rencontre, de Davide Toffolo.
- Petites Éclipses, de Fane & Jim.
- Pink, de Kyōko Okazaki.
- La Pluie, d'Éric Lambé et Philippe de Pierpont.
- Quand j’étais star, de Jean-Philippe Peyraud et Marc Villard
- Le Roi blanc, de Davide Toffolo.
- Soupe froide, de Charles Masson.
- Taca tac, de Andrés Goldestein et Feliciano Garcia.
- Le Terrain vague, de Hideji Oda.
- Terre de rêves, de Jirō Taniguchi.
- Un américain en balade, de Craig Thompson.
- Un ciel radieux, de Jirō Taniguchi.
- Un zoo en hiver, de Jirō Taniguchi.

### Documentation

#### Revues
- Jean-Philippe Martin, « De l'esprit des “Spéciales” : “Écritures” », dans 9e Art no 11, Centre national de la bande dessinée et de l'image, octobre 2004, p. 37-38